# L'Apprenti du diable
L'Apprenti du diable (The Devil's Novice) est un roman policier historique d'Ellis Peters, le huitième de la série Frère Cadfael, paru en 1983.
L'édition française, traduite par Serge Chwat, est publiée en 1990 par les éditions 10/18 dans la collection Grands détectives.

## Résumé
À la mi-septembre 1140, Meriet Aspley, le fils cadet de Léoric Aspley, seigneur du manoir Aspley, demande à devenir moine de l'abbaye de Saint Pierre et Saint Paul. En octobre, il est en proie à des cauchemars et parle à voix haute, réveillant tout le dortoir. Superstitieux, les jeunes apprentis chuchotent qu'il est possédé, d'où le surnom d' « Apprenti du diable », dont Meriet est bientôt affublé. 
Sur les entrefaites, Eluard, un émissaire de l'évêque Henry de Winchester, s'enquiert de Peter Clemence, un jeune clerc de la maison de l'évêque qui n'est jamais revenu de sa mission diplomatique à Chester. Eluard interroge Meriet Aspley qui aurait vu Clémence le jour précédant sa disparition en tant qu'invité au manoir Aspley. Meriet s'est alors occupé du cheval de Clemence. Le lendemain matin, le seigneur Léoric Aspley a tenu à accompagner son hôte pendant son premier mile sur le chemin de Whitchurch, où le jeune clerc comptait trouver un hébergement la nuit suivante. On perd ensuite sa trace. 
Meriet, invité à se rendre sur les lieux avec des enquêteurs, retrouve et identifie le cheval de Peter Clemence. Peu après, dans son sommeil, il hurle le nom du cheval. Dans le dortoir, tous et chacun sont terrorisés. Au plus fort de la tension qui s'est accrue, Meriet agresse le frère Jérôme et vient près de l'étrangler, alors que frère Cadfael le retient. 
Pour ses actes de violence, Meriet subit le châtiment du fouet et est gardé dix jours en isolement dans une cellule. Cadfael est chargé de soigner les blessures du jeune apprenti et, convaincu que Meriet est victime d'une machination, décide de mener sa propre enquête.

## Adaptation
- 1996 : L'Apprenti du diable (The Devil's Novice), épisode 2, saison 2 de la série télévisée britannique Cadfael, réalisé par Herbert Wise, avec Derek Jacobi dans le rôle-titre